# NGC 3485

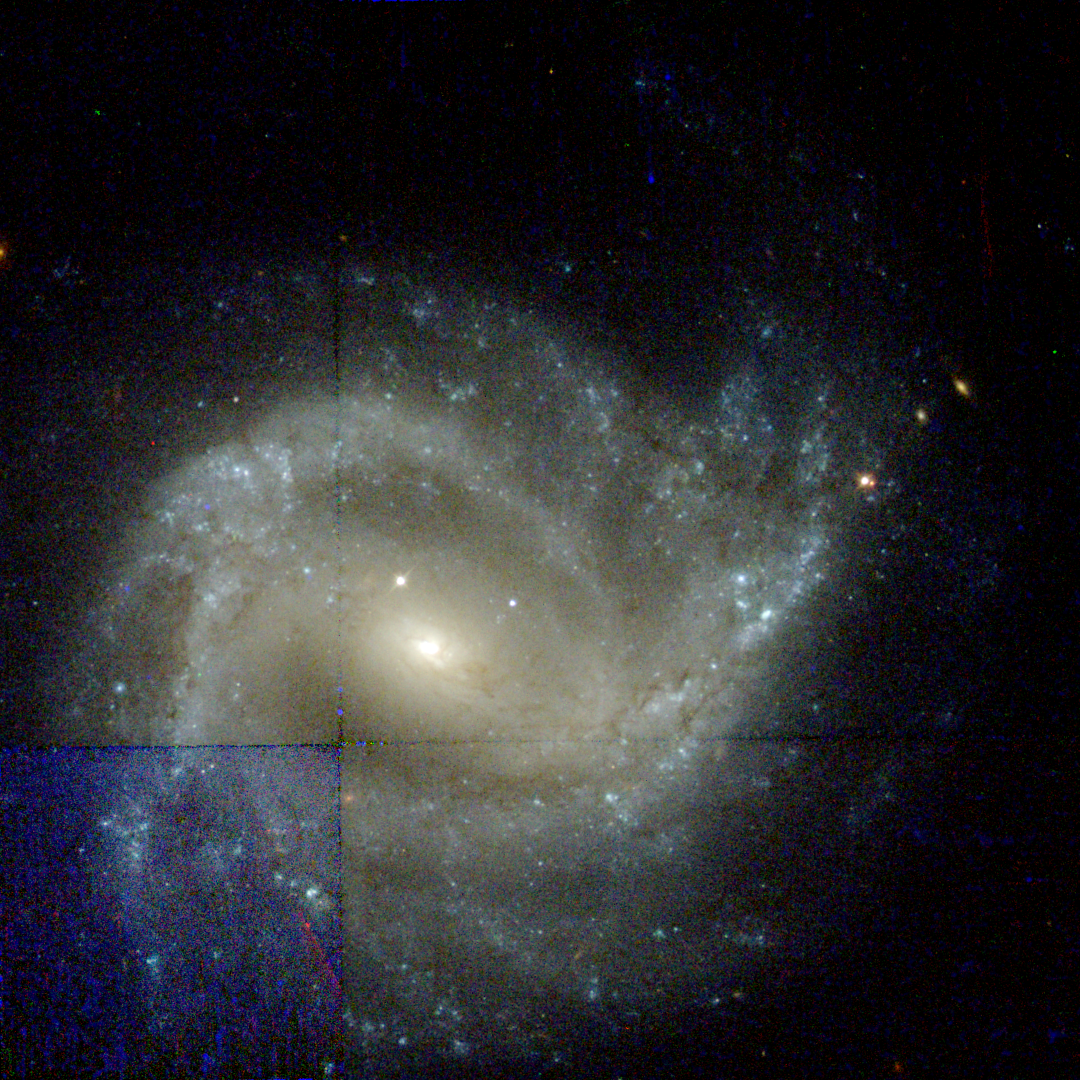
NGC 3485 par le télescope spatial Hubble.

NGC 3485 est une galaxie spirale barrée située dans la constellation du Lion. NGC 3485 a été découverte par l'astronome germano-britannique William Herschel en 1784.

## Caractéristiques
La classe de luminosité de NGC 3485 est II et elle présente une large raie HI. C'est aussi une galaxie à noyau actif (AGN).

### Distance
Sa vitesse par rapport au fond diffus cosmologique est de 1 780 ± 25 km/s, ce qui correspond à une distance de Hubble de 26,3 ± 1,9 Mpc (∼85,8 millions d'al).